# Åsholm
Åsholm är en ö nära Nötö i Nagu,  Finland. Den ligger i Skärgårdshavet i Pargas stad i landskapet Egentliga Finland, i den sydvästra delen av landet. Ön ligger omkring 3 kilometer söder om Nötö, 31 kilometer söder om Nagu kyrka, 65 kilometer söder om Åbo och omkring 180 kilometer väster om Helsingfors. Närmaste allmänna förbindelse är förbindelsebryggan vid Långholm och Träskholm som trafikeras av M/S Nordep. Åsholm ligger 5 meter över havet. Den ligger på ön Notholmen.
Öns area är 4 hektar och dess största längd är 260 meter i öst-västlig riktning.